# Čestice (Rychnov nad Kněžnou-i járás)
Čestice település Csehországban, Rychnov nad Kněžnou-i járásban. Čestice Olešnice, Častolovice, Týniště nad Orlicí, Žďár nad Orlicí, Zdelov, Lípa nad Orlicí és Kostelec nad Orlicí településekkel határos. Lakosainak száma 596 fő (2024. január 1.).

## Népesség
A település lakosságának változását az alábbi diagram mutatja:
| Lakosok száma | 536  | 528  | 473  | 373  | 470  | 492  | 567  | 597  | 612  | 596  |
|               | 1869 | 1890 | 1921 | 1950 | 1980 | 2001 | 2017 | 2019 | 2022 | 2024 |